# Frankie Avalon
Pour les articles homonymes, voir Avalon (homonymie).
Frankie Avalon est un acteur et chanteur américain, né le 18 septembre 1939 à Philadelphie, en Pennsylvanie (États-Unis).

## Discographie
- 1958 : Frankie Avalon, Chancellor Records
- 1959 : Swingin' on a Rainbow, Chancellor
- 1959 : The Young Frankie Avalon, Chancellor
- 1960 : Summer Scene, Chancellor
- 1961 : ...And Now About Mr. Avalon, Chancellor
- 1961 : A Whole Lotta Frankie, Chancellor
- 1962 : Italiano, Chancellor
- 2002 : 25 All-Time-Greatest Hits, Varese Sarabande

## Filmographie
- 1960 : Tonnerre sur Timberland (Guns of the Timberland) de Robert D. Webb : Bert Harvey
- 1960 : Alamo (The Alamo) de John Wayne : Smitty
- 1961 : Le Sous-marin de l'apocalypse (Voyage to the Bottom of the Sea) de Irwin Allen : Lt (j.g.) Danny Romano
- 1961 : Sail a Crooked Ship (en) de Irving Brecher (en) : Rodney
- 1962 : Panique année zéro (Panic in Year Zero!) : Rick Baldwin
- 1963 : Operation Bikini (en) de Anthony Carras : Seaman Joseph Malzone
- 1963 : Come Fly with Me de Henry Levin : Singer of Title Song (voix)
- 1963 : Le Castillan de Javier Seto : Jerifán
- 1963 : Drums of Africa (en) de James B. Clark : Brian Ferrers
- 1963 : Beach Party de William Asher : Frankie
- 1964 : Muscle Beach Party de William Asher : Frankie
- 1964 : Bikini Beach de William Asher : Frankie & Potato Bug
- 1964 : Pajama Party de Don Weis : Socum
- 1965 : Beach Blanket Bingo de William Asher : Frankie
- 1965 : I'll Take Sweden (en) de Frederick de Cordova : Kenny Klinger
- 1965 : Combat ! (Combat!): Eddie Cane
- 1965 : Ski Party (en) d'Alan Rafkin : Todd Armstrong
- 1965 : How to Stuff a Wild Bikini de William Asher : Frankie
- 1965 : Deux Cinglés à l'armée (Sergeant Dead Head) de Norman Taurog : Sgt. O.K. Deadhead / Sgt. P.T. Donovan
- 1965 : Dr. Goldfoot and the Bikini Machine de Norman Taurog : Craig Gamble
- 1966 : Fireball 500 (en) de William Asher : Dave
- 1967 : The Million Eyes of Sumuru (en) de Lindsay Shonteff : Tommy Carter
- 1968 : Skidoo (Skidoo) d'Otto Preminger : Angie
- 1969 : La Maison de l'épouvante (The Haunted House of Horror) de Michael Armstrong : Chris
- 1973 : Saga of Sonora (TV)
- 1974 : The Take de Robert Hartford-Davis : Danny James
- 1978 : Grease de Randal Kleiser : The Teen Angel
- 1978 : Frankie and Annette: The Second Time Around (TV) : Frankie
- 1982 : Blood Song (en) de Robert Angus et Alan J. Levi (en) : Paul Foley
- 1987 : Back to the Beach (en) de Lyndall Hobbs (en) : Frankie, the Big Kahuna
- 1995 : Casino de Martin Scorsese : Lui-même